# Lê Huỳnh Châu
Lê Huỳnh Châu (Ciudad Ho Chi Minh, 13 de noviembre de 1987) es un deportista vietnamita que compitió en taekwondo. Ganó una medalla de bronce en el Campeonato Mundial de Taekwondo de 2011, y dos medallas de bronce en el Campeonato Asiático de Taekwondo en los años 2010 y 2012.

## Palmarés internacional
| Campeonato Mundial  | Campeonato Mundial           | Campeonato Mundial | Campeonato Mundial |
| Año                 | Lugar                        | Medalla            | Categoría          |
| ------------------- | ---------------------------- | ------------------ | ------------------ |
| 2011                | Gyeongju (Corea del Sur)     | Medalla de bronce  | –63 kg             |
| Campeonato Asiático |                              |                    |                    |
| Año                 | Lugar                        | Medalla            | Categoría          |
| 2010                | Astaná (Kazajistán)          | Medalla de bronce  | –68 kg             |
| 2012                | Ciudad Ho Chi Minh (Vietnam) | Medalla de bronce  | –58 kg             |